# Линч, Элиза
Элиза Линч (англ. Eliza Lynch, 6 марта 1835, Корк, Манстер, Великобритания — 27 июля 1886, Париж, Франция) — авантюристка и куртизанка, любовница парагвайского президента Франсиско Солано Лопеса, имевшая от него троих детей.

## Биография
Родилась 6 марта (по другим данным 19 ноября или 3 июня; так же встречается 1833 год в качестве года рождения)  1835 года в Корке, Ирландия, но в возрасте 10 лет эмигрировала с семьёй в Париж, спасаясь от Великого голода. 3 июня 1850 года она вышла замуж за французского офицера, который вскоре после этого был отправлен служить в Алжир. Она сопровождала его, но в восемнадцать лет в связи с ухудшением здоровья она вернулась в Париж к матери. Обладая привлекательной внешностью, она решила стать куртизанкой. В 1854 году на одном из приёмов она встретила путешествовавшего по Европе Франсиско Солано Лопеса, сына известного парагвайского политика Карлоса Антонио Лопеса, который влюбился в неё и предложил уехать с ним в Парагвай, обещая сделать Элизу «императрицей Латинской Америки», на что она согласилась, уже в самом начале 1855 года прибыв в Асунсьон.
В 1862 году, когда Франсиско Солано Лопес стал президентом Парагвая, Элиза стала де-факто «первой леди» страны, хотя официально не была супругой Лопеса. Однако она имела на него серьёзное влияние, и считается, что именно она убедила любовника построить в Асунсьоне множество важных учреждений, среди которых были национальная библиотека, оружейная палата, железнодорожный вокзал, новый собор и опера по образцу Ла Скала в Милане.
Во время Парагвайской войны Линч всюду следовала за Лопесом, передала на военные нужды все свои украшения и даже возглавляла отряд женщин-солдат под названием Las Residentas. 1 марта 1870 года Лопес и её старший сын от него, имевший в 15 лет звание полковника, были убиты на глазах Элизы в битве при Серро-Кора, а сама она (по сомнительной достоверности сообщениям, одетая в бальное платье) попала в плен к бразильцам, которые заставили её похоронить мужа и сына голыми руками. 
После недолгого нахождения в плену она была изгнана из страны, а её имущество конфисковано. Элиза вместе с двумя детьми отправилась в Лондон, где требовала от нового правительства Парагвая и Аргентины возвращения её имущества. Пять лет спустя президент Парагвая Хуан Батиста Хиль предложил ей вернуться в страну, пообещав возвратить собственность, но по возвращении она была арестована и окончательно изгнана из страны. После этого Элиза Линч отправилась в Париж, где в 1876 году написала книгу о своей жизни Exposición. Protesta que hace Elisa A. Lynch. Умерла в нищете и безвестности, была похоронена на кладбище Пер-Лашез.

## Память
В 1961 году парагвайский президент Альфредо Стресснер провозгласил Элизу Линч национальной героиней. Её останки были эксгумированы и перевезены в Парагвай; Стресснер хотел похоронить её в Пантеоне героев, но этому воспротивилась католическая церковь, поскольку Линч не состояла в браке с Лопесом. В конце концов в 1970 году останки Линч были захоронены на кладбище Cementerio de la Recoleta. В Асунсьоне ей был установлен памятник.

## В кино
- «Элиза Линч: Королева Парагвая» (Eliza Lynch: Queen of Paraguay) — режиссёр Алан Гилсенан (Ирландия, 2013)